# Yom Kippur (mesianic)
Yom Kippur (יום הכפרים iom chippurim, Ziua Ispășirilor) - face parte din cadrul Marilor Sărbători de Toamnă poruncite de Dumnezeu fiilor lui Israel. 
Yom Kippur este o zi de post anual care durează 24 de ore (conform cu Leviticul 23:32) pe durata celei mai sfinte zile din calendarul biblic. 
În Pentahteum această zi este numită Yom ha-Chippurim ("Ziua Ispășiților" sau "Ziua Albirilor"). Este una din Yamim Noraim (Zilele temerii reverențioase). Yamim Noraim sunt Roș haȘanah (sau Începutul Anului) și Yom Kippur, respectiv primele și ultimele două zile din Cele Zece Zile de Întoarcere (Teșuva) după începutul anului.

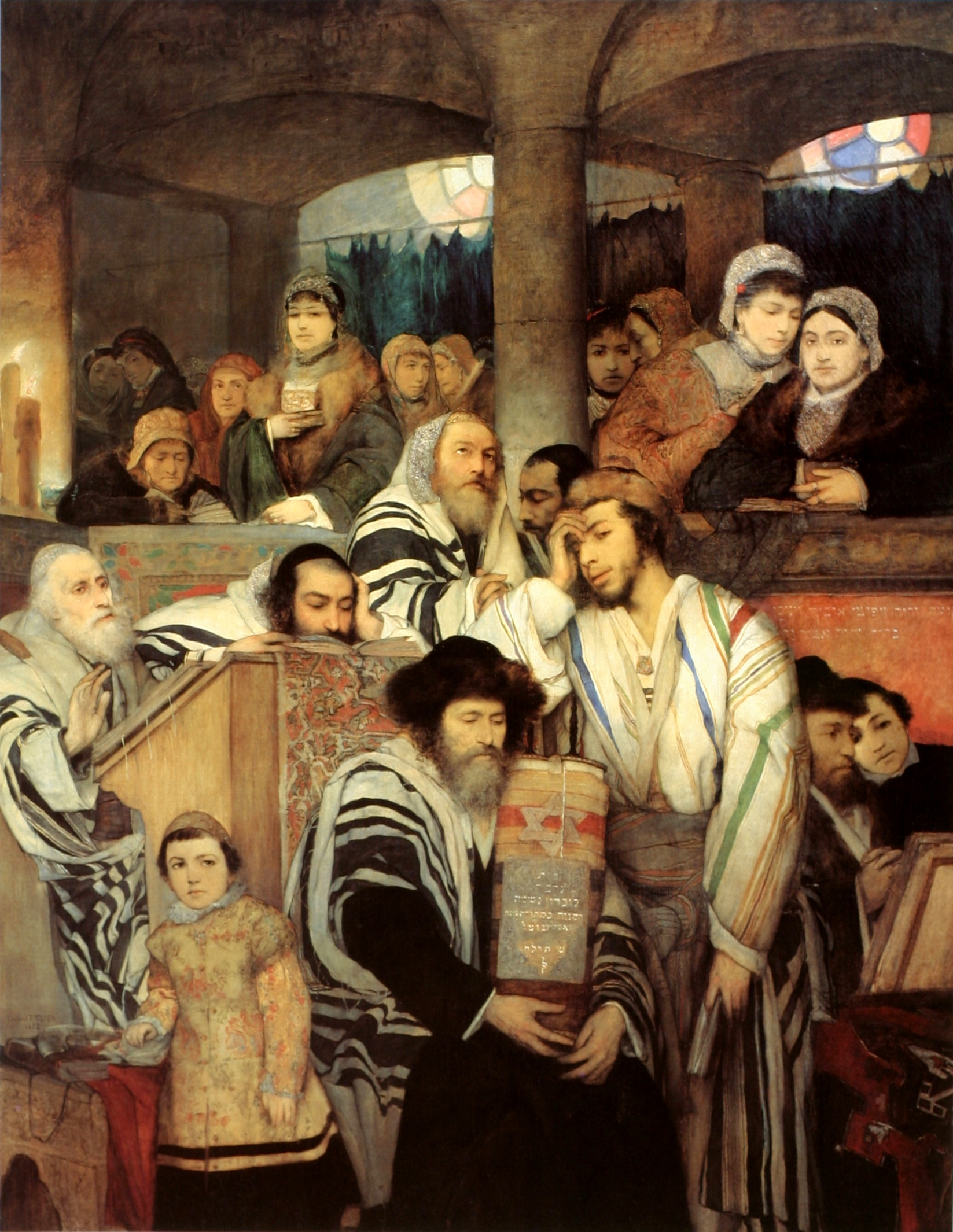
Credincioşi evrei care se roagă în Sinagogă la "Yom Kippur" de Maurycy Gottlieb (1878)

## Canonicitatea Zilei Ispășirii

### Congregații crestine destinate evreilor ("evreii mesianici")
Congregațiile mesianice-iudaice de religie creștină fac eforturi serioase la prezentarea unui raționament pentru ținerea Zilei Ispășirii (Yom Kippur).
În ideologii creștine destinate evreilor , credința poporului Israel care susține că Ieșua este Mesia lui Israel, modelarea Zilei Ispășirii se face pe modelul sărbătorii evreiești a Yom Kippur.

### Creștinii Sâmbătiști
În Creștinism, unii sâmbătiști și penticostali de ziua a șaptea, modelează Ziua Ispășirii în stil creștin cu unele elemente din modelul sărbătorii evreiești a Yom Kippur fără modelul liturgic dintr-un Sidur tradițional.

## Yom Kippur în calendarul gregorian
Yom Kippur începe la apusul soarelui a celei de-a IX a zi lunii biblice Tișri (lună care corespunde ultimei jumătăți a lui Septembrie și primei jumătăți a lui Octombrie din calendarul gregorian, și continuă până la sfințitul soarelui zilei a X-a.

În următorii ani, ajunul de Yom Kippur (când începe postul) va corespunde următoarelor zile din calendarul gregorian: 

5771: 2010: 17 Septembrie 

5772: 2011: 7 Octombrie 

5773: 2012: 26 Septembrie 

5774: 2013: 13 Septembrie - 14 septembrie, unele congregații observă 14 septembrie - 15 septembrie din cauza cadenței lunilor în anul bisect și Caraiții în 17 septembrie 

5775: 2014: 3 Octombrie - 4 octombrie 

5776: 2015: 22 Septembrie - 23 septembrie 

5777: 2016: 11 Octombrie - 12 octombrie 

5778: 2017: 29 Septembrie - 30 Septembrie 

5779: 2018: 18 Septembrie - 19 Septembrie 

5780: 2019: 8 Octombrie - 9 Octombrie 

5781: 2020: 27 Septembrie - 28 Septembrie 

5782: 2021: 15 Septembrie - 16 Septembrie 

5783: 2022: 4 Octombrie - 5 Octombrie 

Atenție: sărbătoarea începe la asfințitul soarelui în ajun.

## Tabel cu datele fixate în Tișrei
Luna a VII-a: Tișrei. 
| 1 Roș HaȘanah               | 2 Roș HaȘanah                         | 3                          | 4            | 5           | 6          | 7           |              |
| 8                           | 9 Erev Yom Kippur (Ajun Zi Ispășirii) | 10 Yom Kippur (Iom Chipur) | 11           | 12          | 13         |             |              |
| 14 Erev Sucot (Ajun Colibi) | 15 Sucot I                            | 16 Sucot II                | 17 Sucot III | 18 Sucot IV | 19 Sucot V | 20 Sucot VI | 21 Sucot VII |
| 22 Sucot VIII               | 23                                    | 24                         | 25           | 26          | 27         | 28          |              |
| 29                          | 30                                    |                            |              |             |            |             |              |

## Originea Biblică
Rânduiala zilei de Yom Kippur este descrisă de patru ori în Pentateuh (vezi Exodul ori Ieșirea 30:10; Leviticul 16:30; 23:27-31; 25:9; Numeri 29:7-11). 
Pe tot timpul postului este absolut interzisă mâncarea și băutura (orice fel de mâncare și băutură) așa cum este absolut interzisă orice fel de activitate sau muncă ce ar putea să distragă atenția credinciosului de la pocăință și ispășire cu excepția situațiilor în care este în pericol viața unui om (pot fi scuzați cei care fac tratament medical pe termen lung, cadrele medicale, cadrele de poliție, ș.a.). 

Porunca pentru Ziua Ispășirii, Yom Terua, este dată în cartea Leviticului unde scrie cum vorbește Dumnezeu lui Moise: 

        „Levitic 16:29-31 :

 Aceasta să fie pentru voi lege veșnică: în luna a șaptea, în ziua a zecea a lunii, să postiți și nici o muncă să nu faceți, nici băștinașul, nici străinul care s-a așezat la voi,  căci în ziua aceasta vi se face curățire, ca să fiți curați de toate păcatele voastre, înaintea lui Iahve, și curați veți fi.  

Aceasta e cea mai mare zi de sabat (odihnă) pentru voi și să smeriți sufletele voastre prin post. Aceasta este lege veșnică.”

        „Levitic 23:27-32 :

Apoi a grăit Iahve cu Moise și a zis: 

Și în ziua a zecea a lunii aceleia a șaptea, care este ziua curățirii, să aveți adunare sfântă; să postiți și să aduceți ardere de tot lui Iahve; 

„Nici o muncă să nu faceți în ziua aceea, că aceasta este ziua curățirii” ca să vă curățiți înaintea feței lui Iahve Dumnezeul vostru. 

Tot sufletul care nu va posti în ziua aceea se va stârpi din poporul său; 

Și tot sufletul care va lucra în ziua aceea, îl voi stârpi din mijlocul poporului său. 
 
Nici o muncă să nu faceți: acesta este așezământ veșnic în neamul vostru în toate cetățile voastre. 

Aceasta este pentru voi zi de odihnă; să postiți din seara zilei a noua a lunii; din acea seară până în seara zilei a zecea a lunii să prăznuiți odihna voastră.   ”

În ajun se aprind lumânările cu binecuvântarea: Baruk Atah, Adonai Eloheinu, Melekh Ha-olam, -- "... Așer kidșanu b'mitzvotav vitzivanu l'hadlik ner șel Yom Ha-kippurim" și  "... Șehecheyanu v’kiy’manu v’higanu la-zman hazeh". 
Se poate recita un memorial pentru cei dragi, părinți, bunici decedați (numită yahrzeit) ocazie când femeile poartă alb iar bărbații „kittel”.
La servicii se recită rugăciuni pentru ispășire a sufletului de păcatele rămase restante pe care le-au făcut în ultimul an.
Evreii care nu l-au cunoscut pe Mesia ca Ieșua (Iisus, cel străpuns pentru păcatele poporului său), așa cum scrie prin profetul, țin reculegere în aceste 10 zile care se încheie prin penitență de Ziua Ispășirii, când trebuie să mediteze la ce au greșit tot anul, să își ceară iertare și să se împace cu Dumnezeu și cu oamenii. În funcție de acestea se crede că numele lor va fi scris în Cartea Vieții. 
În mesianism și creștinism Marele Preot ('Kohen Gadol') este Mesia după rânduiala lui Melhisedec - 'Maleki-Țedek' (Evrei 5:10, 6:20). El intră în Sfânta Sfintelor și unge cu sângele său Chivotul Legământului din Templul lui Dumnezeu.

Acesta este singura zi de repaus total din an iar 5 zile mai târziu începe Sărbătoarea Corturilor, care după venirea Fiului Omului va fi ținută de toate națiunile, oricare trimit trupe în Ierusalim așa cum scrie în Zaharia 14; 14:16-17; 

Recunoscând ruina (Leviticul 16:1) personală sau colectivă de a dobândi izbăvire, ajungem prin pocăință să prețuim mult mai bine lucrarea lui Mesia și valabilitatea ei înaintea lui Dumnezeu.

Pe lângă celelalte interdicții care le găsim și în cadrul altor sărbători, de Yom Kippur exista 4 interdicții speciale. 

1. Interdicția de a mânca și a bea. 

2. Interdicția de purta veșminte de piele. 

3. Interdicția de a întreține relații intime. 

4. Interdicția de a folosi parfume. 

## Meditații
Fără să examinăm detaliat capitolului 16 din Leviticul, inima Leviticului, vom căuta să medităm la trei lucruri: 
 
a)	Păcatul. 

Cât timp ne potrivim cu firea omenească, și vrășmașul care înșală toate neamurile este liber, trebuie ca Dumnezeu să permită păcatul pe acest pământ. A trebuit ca  Mesia să fie făcut păcat pentru ca noi să fim îndreptățiți înaintea lui Dumnezeu. 
 
b)	Suferințele lui  Mesia. 
 
Leviticul 16 ne prezintă două serii de jertfe: Aaron oferea pentru el și pentru casa lui un vițel pentru păcat și un berbec ca jertfă de foc. Apoi oferea pentru popor doi țapi pentru păcat și un berbec pentru jertfă de foc. 
Țapul ispășitor „Azazel” (adică izgonit sau ispășitor) era adus viu înaintea Domnului, iar celălalt înjunghiat. 
Pe capul țapului Azazel, preotul trebuia să mărturisească toate abaterile copiilor lui Israel și toate fărădelegile lor. Țapul era trimis în pustie și purta asupra lui toate păcatele lor. El se ducea singur în sălbăticie unde va muri sub judecată. Azazel, țapul care se duce, este simbol al lui Mesia care ia asupra lui greșelile noastre, ispășindu-le în locul vinovaților:  „Noi rătăceam cu toții... Domnul a făcut să cadă asupra Lui nelegiuirea noastră a tuturor" (Isaia 53:6). El a purtat păcatele noastre în trupul Său pe lemn. Dar pentru ca această lucrare să devină valabilă pentru noi, trebuie ca fiecare să-și mărturisească păcatele și să accepte că pentru acele păcate El a trebuit să moară. 
 
c)	Țapul ispășitor. 

Ziua Ispășiri nu se termină cu jertfa pentru păcat, ci ajunge la jertfa de foc (Leviticul 16:24). 
Păcatul fiind ridicat, greșelile mărturisite, iertarea dobândită, jertfa de foc oferită, calea este deschisă pentru bucuria de la Succot -- Sărbătoarea Corturilor. 

| Citirea Bibliei de Yom Kippur |                                  |                            |                                |
| Serviciu:                     | Tora:                            | Haftara:                   | Brit Hadașa:                   |
| Șakharit:                     | Leviticul 16:1-34 Numeri 29:7-11 | Isaia 57:14-58:14          | Romani 3:21-26; 2 Cor. 5:10-21 |
| Minkha:                       | Leviticul 18:1-30                | Ioan 1:1-4:11 Mica 7:18-20 | Romani 3:21-26 2 Cor. 5:10-21  |

## Rânduiala la Tabernacol
În perioada Celor Două Temple din Ierusalim, Marele Preot (Kohen ha-Gadol) își scotea robele preoțești ordinare, făcea o baie ritualică, și își punea veșminte albe speciale. După ce se aduce sacrificiul ritualic de dimineață, el să ofere un vițel tânăr ca ispășire pentru păcatele sale, pentru că nu putea mijloci pentru păcatele poporului Israel până propriile sale păcate au fost izbăvite. 

După aceea, el să facă tămâiere în Sfânta Sfintelor, și apoi el se întoarce la altar să ia sânge de la sacrificiu, cu care să ungă linia Chivotului Legământului (Spatele Milei) și de șapte ori pe „pământ” în fața Chivotului. 

Mai departe, el trebuie să sacrifice o capră pentru păcatul poporului, și să stropească sângele pe Chivot și în fața lui, așa cum a făcut cu sângele de la vițel. Aceasta face ispășire pentru Sfânta Sfintelor. Apoi, el furnizează izbăvire pentru Cortul Întâlnirii prin stropirea cu sângele animalelor odată pe coarnele altarelor, și de șapte ori pe pământul din jurul lui.

## Țapul Ispășitor
Conform scripturilor Marele Preot intră odată pe an în cortul Templului și, punându-și mâna pe țapul ispășitor (a doua capră), confesează peste ea păcatele poporului Israel. Această capră apoi este izgonită în afara orașului și este lăsată în sălbăticie. Aceasta simbolizează scoaterea (purtarea) păcatelor poporului Israel. 

În Creștinism și Mesianism credincioșii fac o imersie totală numită botez (tevilah), la fel cum li se cere prozeliților ca să fie acceptați în Iudaism, o imersie în apă curgătoare sau în botezuar (mikveh), prefigurată de majoratul duhohnicesc care constă în actul de răspundere pe care îl are pentru faptele sale față de Dumnezeu numit bar-mițva la băieți și bat-mițva la fete, și nu este prefigurat de tăierea împrejur ritualică la băieți cum cred unii.

Pentru cei botezați în Mesia Ieșua nu mai există grijă în ce privește siguranța mântuirii și numele lor va rămâne veșnic scris în Cartea Vieții. Acesta nu însemnă că nu trebuie să-și mărturisească păcatele, pentru ca să poată avea o viață liniștită.

Apostolul Pavel scrie în Epistola către Evrei că Mesia, "a venit ca Mare Preot al bunurilor viitoare, a trecut prin cortul acela mai mare și mai desăvârșit, care nu este făcut de mâini, adică nu este din zidirea aceasta, și a intrat, o dată pentru totdeauna, în Locul Preasfânt, nu cu sânge de țapi și de viței, ci cu însuși sângele Său, după ce a căpătat o răscumpărare veșnică". - Evrei 9:11-12;

Apostolul scrie "De aceea, nici Întâiul [Legământ] n-a fost sfințit fără sânge. Într-adevăr Moise, după ce a rostit față cu tot poporul toate poruncile din Lege, luând sângele cel de viței și de țapi, cu apă și cu lână roșie și cu isop, a stropit și cartea și pe tot poporul, și a zis: "Acesta este sângele testamentului pe care Dumnezeu l-a poruncit vouă". 
Și a stropit, de asemenea, cu sânge, Cortul și toate vasele pentru slujbă. După Lege, aproape toate se curățesc cu sânge, și fără vărsare de sânge nu se dă iertare. 
Trebuie dar ca chipurile celor din ceruri să fie curățite prin acestea, iar cele cerești înseși cu jertfe mai bune decât acestea. Căci Hristos n-a intrat într-o Sfântă a Sfintelor făcută de mâini - închipuirea celei adevărate - ci chiar în cer, ca să se înfățișeze pentru noi înaintea lui Dumnezeu". - Evrei 9:18-24;

## Împlinirea sărbătorii
Yom Kippur este cea mai sfântă zi din anul biblic, și furnizează previziuni profetice legate de a II-a venire a lui Mesia, legată de restaurarea națională a Israelului, și de judecata lumii. 

Prin profetul s-a scris, în Daniel 8:14, o profeție cu privire la îndeplinirea Zilei Ispășirii în Sanctuarul din rai de către Mesia. 

Conform Talmudului, a fost legat un ștreang cărămiziu în jurul țapului ispășitor. Acest ștreang s-a raportat să devie alb precum capra a fost condusă departe de oraș. 

În Talmudul Babilonian, Yoma 39, rabinii raportează că pentru ultimii cincizeci de ani înainte de distrugerea  celui de-al II-lea Templu în anul 70 e.n. – și anume în circa 30 e.n. când Ieșua (Iisus) a fost oferit ca înlocuitor al jertfei finale pentru păcat – cordonul ștreangului din jurul gâtului țapului ispășitor nu s-a mai albit deloc. 